# RKZbios
De RKZbios is een filmhuis in de Nederlandse stad Groningen. De bioscoop is opgericht in 1980 en is gehuisvest in het Oude Rooms Katholieke Ziekenhuis. De zaal is gevestigd op de eerste verdieping in de oude kapel. Deze kapel diende van 1925 tot 1979 als gebedsplek voor de staf en zieken. Op de achterwand van de huidige zaal is nog een muurschildering uit die tijd te zien.
De zaal heeft een scherm van 5,5 meter breed en 2,30 meter hoog. Hierop kunnen de standaard filmformaten 1:1,85 en 1:2,39 worden afgespeeld. De bioscoop heeft tot 2012 gedraaid met een 35mm-film-projector. In dat jaar is de zaal gedigitaliseerd en voorzien van een digitale projector.
De bioscoop is in de zomer van 1980 gestart als filmzaal in de voormalige kapel door enkele krakers van het ORKZ-pand. Er werden aanvankelijk eens per maand vooral kraakfilms gedraaid, voornamelijk voor de bewoners (krakers) van het ORKZ. Door de toenemende belangstelling, ook van buiten het ORKZ, werd al snel besloten om wekelijks films te draaien. Na enkele jaren werd de filmzaal verplaatst naar het voormalige laboratorium, waar een zaal met 52 oude bioscoopstoelen uit het Grand Theatre en een bioscoop uit Steenwijk was gemaakt.
Op 2 september 1991 was ook deze zaal te klein en werd er weer in de voormalige kapel een nieuwe filmzaal opgezet met 60 stoelen, afkomstig uit de Groninger Stadsschouwburg. Op 6 december 1993 kreeg de bioscoop een eigen piano, zodat stomme films live van muziek konden worden voorzien.